# Pi (bogstav)
 For alternative betydninger, se Pi. (Se også artikler, som begynder med Pi)
Pi (Π π) er et græsk bogstav.

## Computer
I unicode er Π U+03A0 og π er U+03C0.
|   | decimal | hex     | HTML |
| - | ------- | ------- | ---- |
| π | &#960;  | &#x3c0; | &pi; |
| Π | &#928;  | &#x3a0; | &Pi; |